# Prince Hachiko

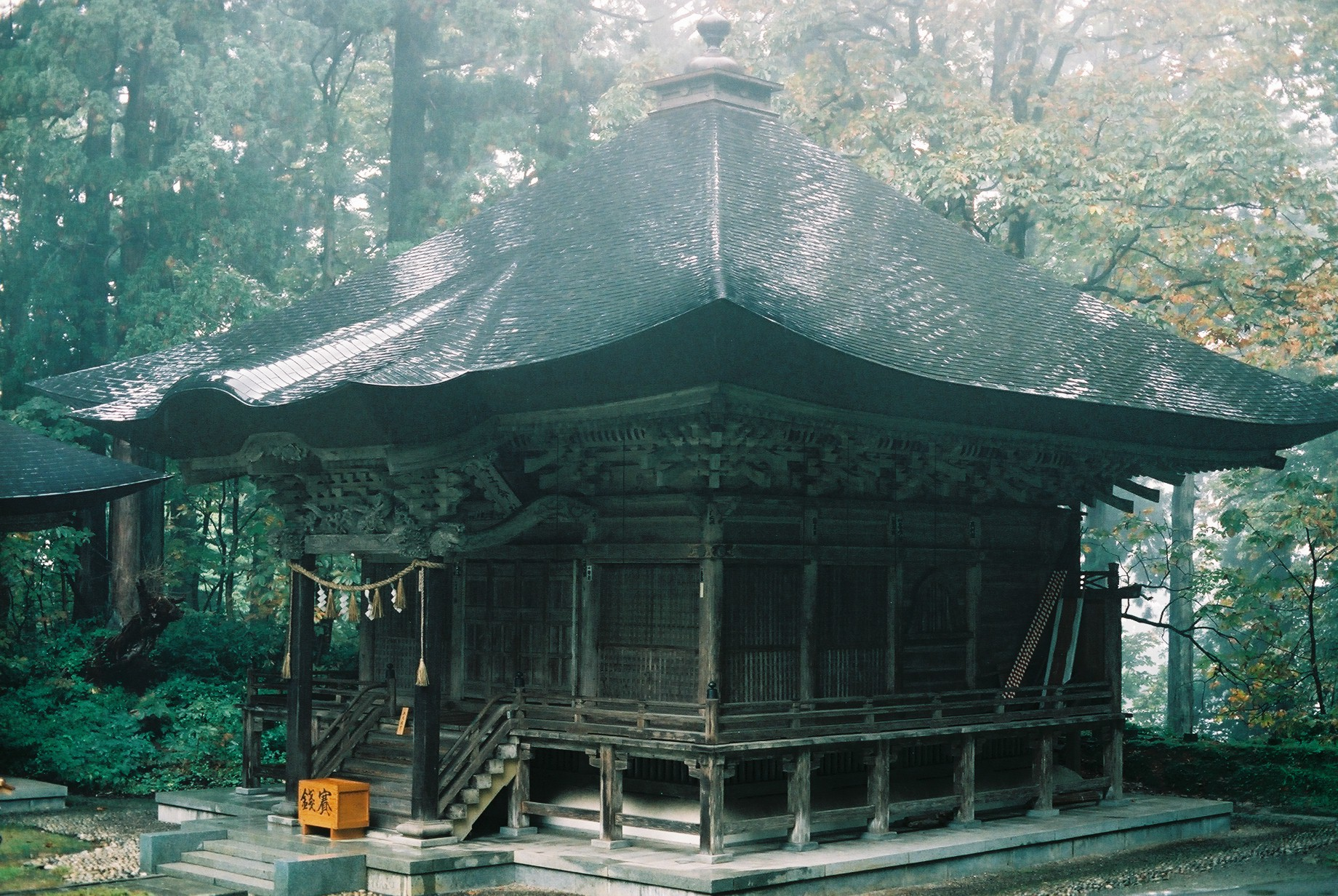
Sanctuaire Hachiko au Dewa Sanzan.

Le prince Hachiko (蜂子皇子, Hachiko no Ōji, 542–641), est le fils ainé de l'empereur Sushun, 32e empereur du Japon qui règne de 587 à 592. Sa mère est Ōtomo-no-Koteko, l'impératrice consort de Sushun.
Après l'assassinat de son père en 592, Hachiko est contraint de fuir le clan Soga. Il voyage vers le nord le long de la côte ouest de Honshū. Il débarque dans la province de Dewa et consacre le reste de sa vie à des activités religieuses. 
Le prince Hachiko est traditionnellement vénéré à un tombeau impérial situé au sommet du mont Haguro à Tsuruoka. L'Agence impériale appelle ce site du Dewa Sanzan le sanctuaire Hachiko (蜂子神社, Hachiko-jinja). Jusqu'à la fin de la Seconde Guerre mondiale, il est gardé par des soldats impériaux.

## Source de la traduction
- (en) Cet article est partiellement ou en totalité issu de l’article de Wikipédia en anglais intitulé « Prince Hachiko » (voir la liste des auteurs).